# میارکلا
میارکلا، روستایی است از توابع بخش مرکزی شهرستان ساری در استان مازندران ایران است. امامزاده ابراهیم از جمله مکان‌های زیارتی این روستا به شمار می‌رود.
ساکنین اولیه این قریه مردمانی از دیار طبرستان در منطقه کلاردشت کنونی بوده‌اند. بخشی از خاندان میار به مناطق اعم از سوادکوه کنونی و میارکلا کوچ می‌نمایند.

## جمعیت
این روستا در دهستان مذکوره قرار داشته و براساس آخرین سرشماری مرکز آمار ایران که در سال ۱۳۸۵ صورت گرفته، جمعیت آن ۱۴۵۸نفر (۴۰۵خانوار) بوده‌است.